# Вышомирский, Юзеф
Юзеф Вышомирский (пол. Józef Wyszomirski; 2 января 1909, Новая Вилейка, Вильно — 16 августа 1982, Варшава) — польский актёр и режиссёр театра и кино, театральный деятель и педагог.

## Биография
Изучал польскую филологию в университете Вильно. После присоединения Западной Украины и Западной Белоруссии к СССР руководил постановкой спектаклей в одном из Львовских театров.
В годы Второй мировой войны участвовал в Варшавского восстании 1944 года. Был узником «офлага» II D Гросс-Борн.

## Творческая деятельность
- 1939—1941 год — актёр и руководитель Польского драматического театра,
- 1943—1944 — режиссёр нелегального польского военного театра,
- 1946—1948 — один из руководителей и режиссёр Камерного театра Дома польской армии,
- 1947—1949 — заместитель директора и руководитель Театра Войска Польского,
- 1949/1950 — режиссёр Польского театра в Варшаве,
- 1950/1951 — директор передвижного драматического театра Дома польской армии,
- 1953—1956 — режиссёр Народового театра в Варшаве,
- 1956—1959 — художественный руководитель, режиссёр и директор Театра им. Выспянский в Катовице,
- 1966—1974 — режиссёр Театра Rozmaitości в Кракове,
- 1968—1974 — режиссёр Театра им. Мицкевича в Ченстохове.

Вышел на пенсию в 1974 году.
Кинорежиссёр, поставил несколько фильмов («Два часа» (1946), «Семья Милцаркув» (1962)), актёр кино («Солдат Победы», 1953).

## Награды
- Орден «Знамя Труда» 2 степени (1949)
- Государственная премия ПНР II степени за роль генерала Кароля «Вальтера» Сверчевского в фильме «Солдат Победы», 1953

Похоронен на варшавском кладбище Воинские Повонзки.